# Kemerspor 2003
Kemerspor 2003 ist ein türkischer Fußballverein aus der Kreisstadt Tekirova aus dem Landkreis Kemer in der Provinz Antalya. Ihre Heimspiele tragen die Blau-Weißen im Dr. Fehmi Öncel Şehir Stadı aus.

## Geschichte

Vereinswappen, welches bis zum Sommer 2014 verwendet wurde.

### Gründung und der Aufstieg in die TFF 3. Lig
Der Verein wurde 2003 in der Kreisstadt Tekirova aus dem Landkreis Kemer in der Provinz Antalya gegründet und nahm hier dann an der niedrigsten regionalen Amateurliga am Wettbewerb teil. Bereits nach einer Saison stieg der Verein als Meister in die Antalya 1. Amatör Küme auf. In dieser Liga wurde man ebenfalls auf Anhieb Meister und stieg in die Antalya Süper Amatör Küme auf. Nachdem der Verein hier vier Spielzeiten am Wettbewerb teilgenommen hatte, qualifizierte sich der Verein zum Ende der Spielzeit 2008/09 für die Aufstiegsrunde in die niedrigste türkische Profiliga, in die viertklassige TFF 3. Lig. Die in der Stadt Kayseri ausgetragene Aufstiegsrunde beendete der Verein auf einem Qualifikationsplatz und besiegte anschließend im Halbfinale Bağlum Belediyespor und im Finale Kumluca Belediyespor. Damit stieg der Verein zum ersten Mal in seiner Vereinsgeschichte in die TFF 3. Lig auf.

### Neuzeit
Im Sommer 2014 änderte der Verein seinen Namen in Kemer Tekirovaspor um. Im September 2014 geriet der Verein landesweit in die Schlagzeilen, nachdem sein Vereinspräsident İsmail Selami Minta von einer unbekannt Person in das Bein geschossen wurde.
Im Mai 2015 änderte der Klub seinen Namen ein weiteres Mal. Dieses Mal wurde die Namensänderung auf Kemerspor 2003. Der Namenszusatz 2003 musste aufgenommen werden, da die Namensrechte für den Vorgängerverein Kemerspor noch nicht freigegeben wurden.

## Ligazugehörigkeit
- 3. Liga: –
- 4. Liga: seit 2009
- Amateurliga: 2003–2009

## Ehemalige Trainer (Auswahl)
- Hakan Hayati Karaca

## Ehemalige Präsidenten (Auswahl)
- Fahri Şimşek